# يزيد بن مزيد الشيباني
يزيد بن مزيد (؟ - 185هـ/ ؟ - 801م)، قائد عسكري ينتمي للدولة العباسية حكم احفاده شروان وأذربيجان وكانوا يعرفون بالشروانشاه

## سيرة ذاتية
هو أبو خالد يزيد بن مزيد بن زائدة بن عبد الله ابن مطر بن شريك بن خالد الشيباني، وهو ابن أخي معن بن زائدة. ينتمي يزيد إلى قبيلة شيبان التي تسيطر على منطقة ديار بكر في شمال الجزيرة. ولاه هارون الرشيد اليمن ثم أذربيجان وأرمينية، وهو من قتل رأس الخوارج الوليد بن طريف.